# وارت، اتریش
وارت (به آلمانی: Warth) یک منطقهٔ مسکونی در اتریش است که در ناحیه نوین‌کیرشن واقع شده‌است. وارت ۱٬۶۱۷ نفر جمعیت دارد.